# Sphenopholis
Sphenopholis là một chi thực vật có hoa trong họ Hòa thảo (Poaceae).

## Loài
Chi Sphenopholis gồm các loài: